# 教保文庫
教保文庫（：／ Gyobo Mun-go */?）是韓國的一間大型連鎖書店，隶属於教保集團。總店位於首爾特別市鐘路區鐘路1街，在全国拥有超过20家分店。该店与永豐文庫并列为韩国两家大型连锁书店。

## 历史
教保文庫株式會社于1980年12月成立。
1981年6月1日，韓国第一家大型書店光化門本店开幕。1991年到1992年间本店进行全面翻新工程。
2003年开幕的江南分店是韓国最大的单一店舗書店。
2006年开始，很多分店也接受网上和电话订书服务。